# 女巫 (西方)

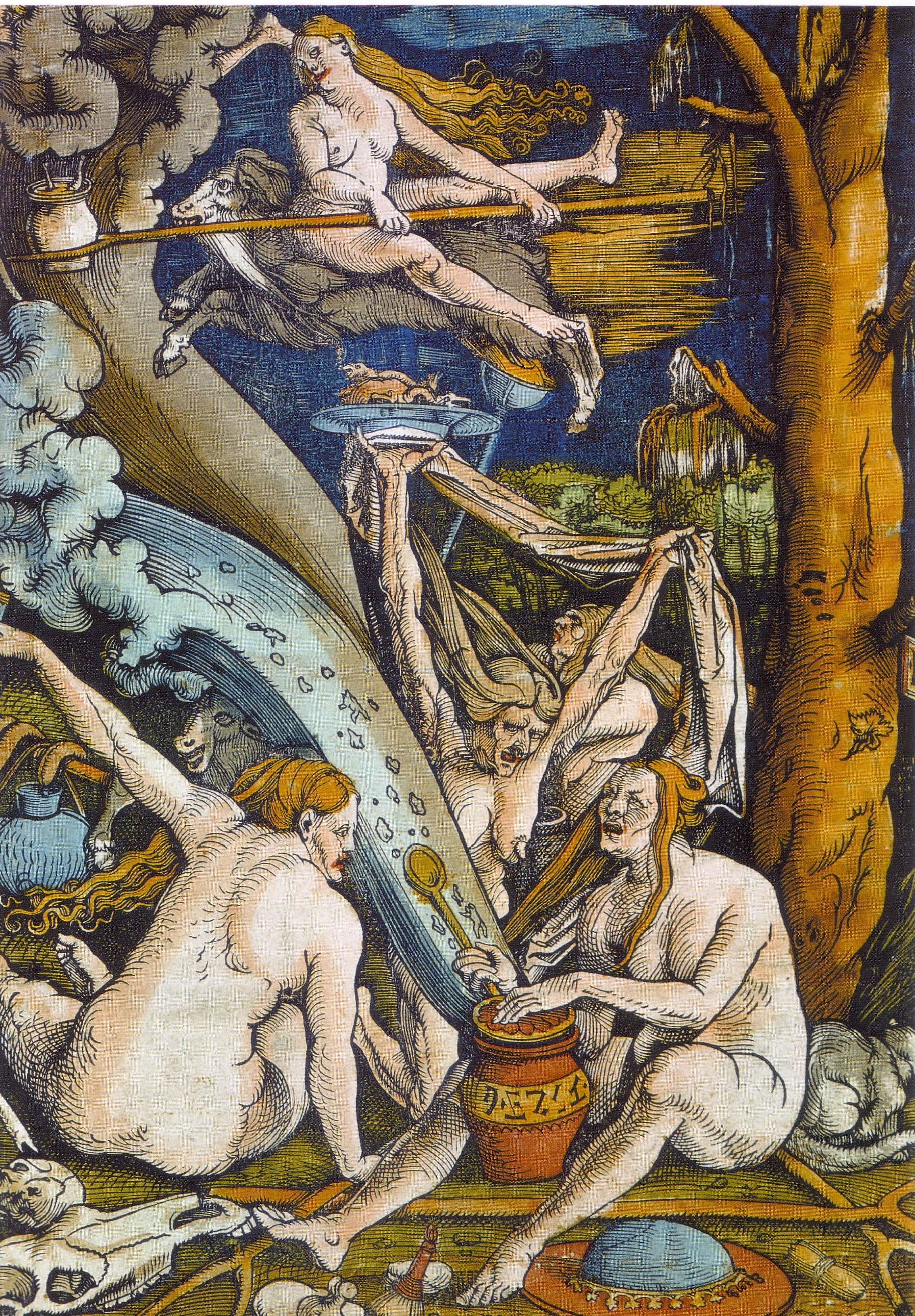
木刻版畫《女巫圖》，汉斯·巴尔东·格里恩1508年绘制

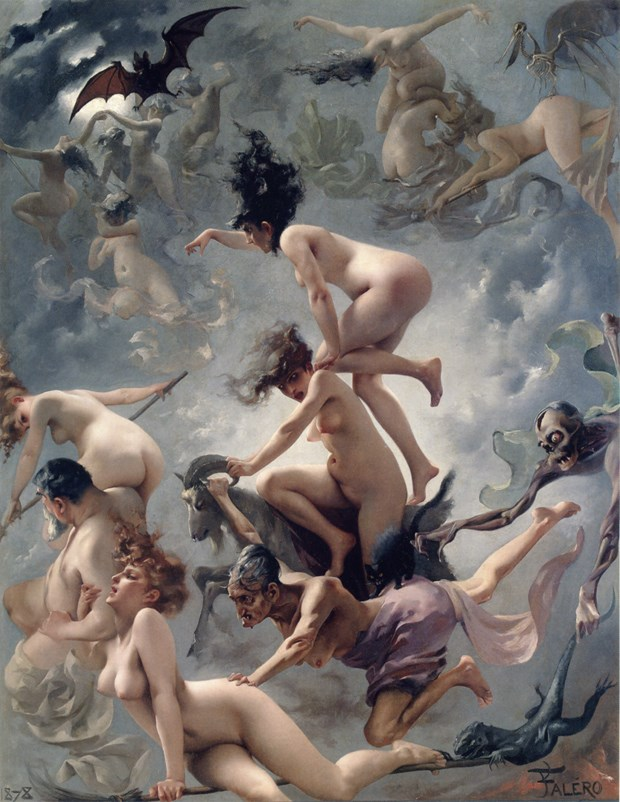
油画《女巫的离开》，路易斯·里卡多·费瑞罗1878年绘制

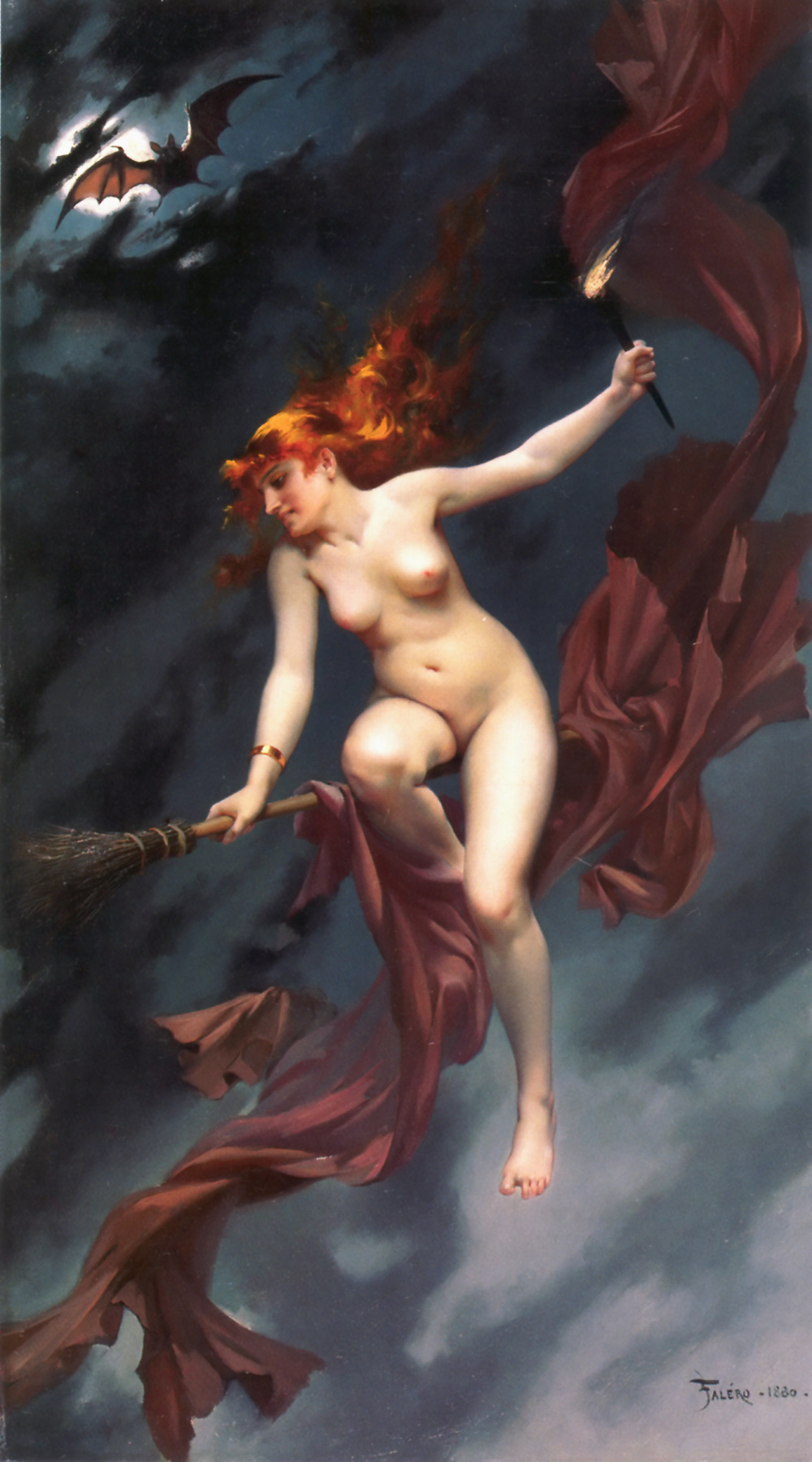
油画《女巫的安息日》，路易斯·里卡多·费瑞罗1880年绘制

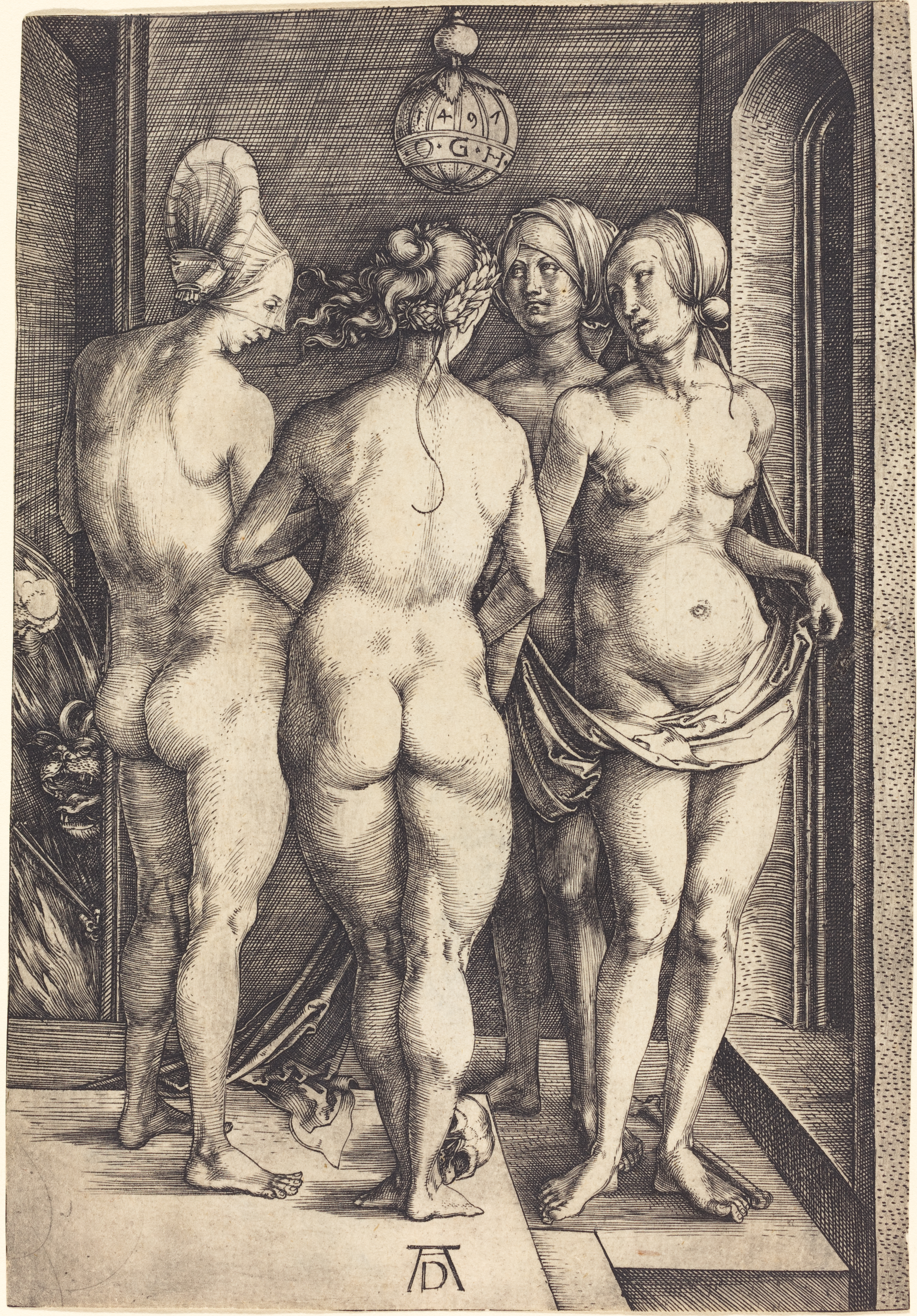
铜板雕刻《四女巫》，阿尔弗雷德·丢勒1497年创作

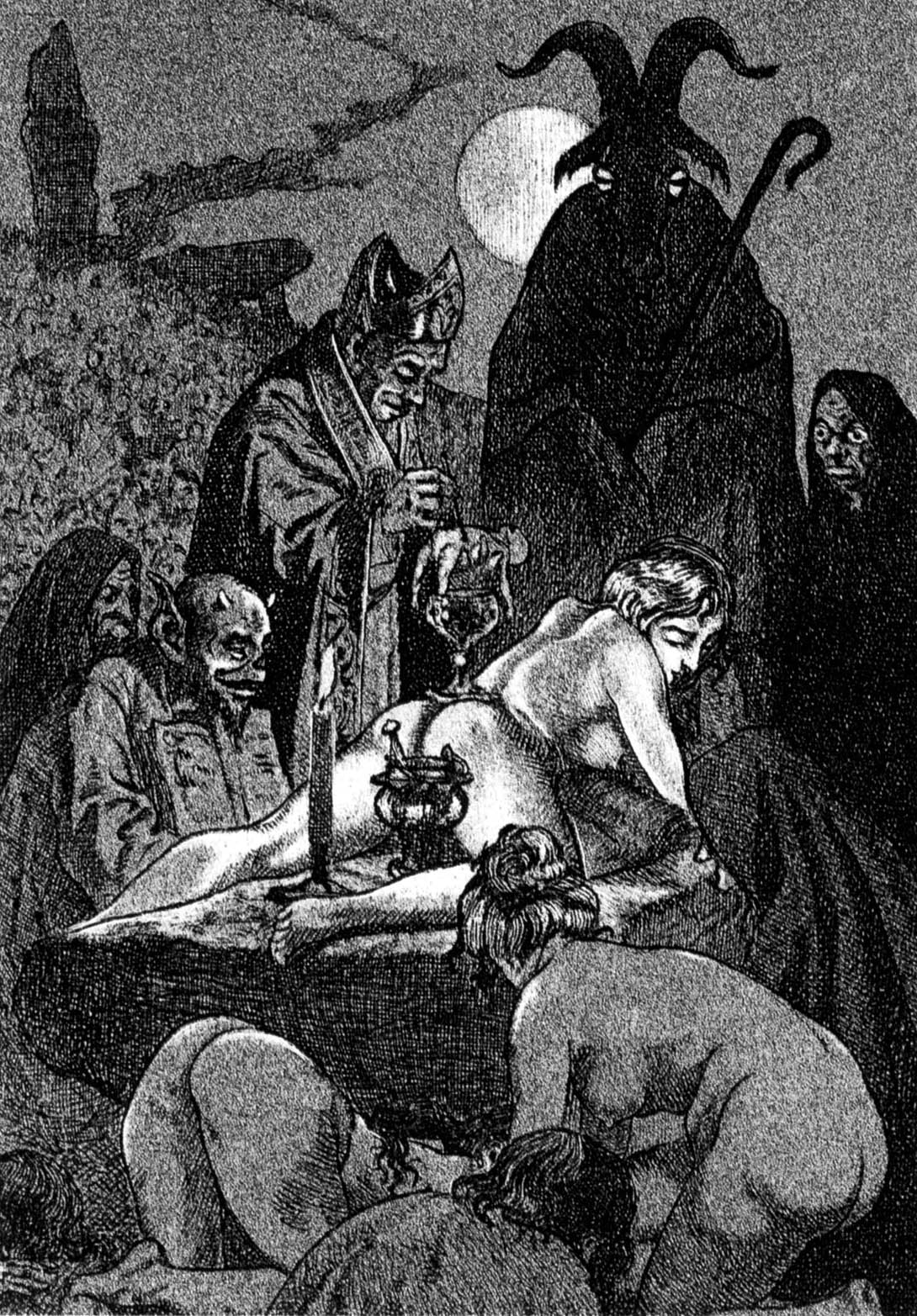
插画《女巫的安息日》，马丁·凡·麦勒1911年创作

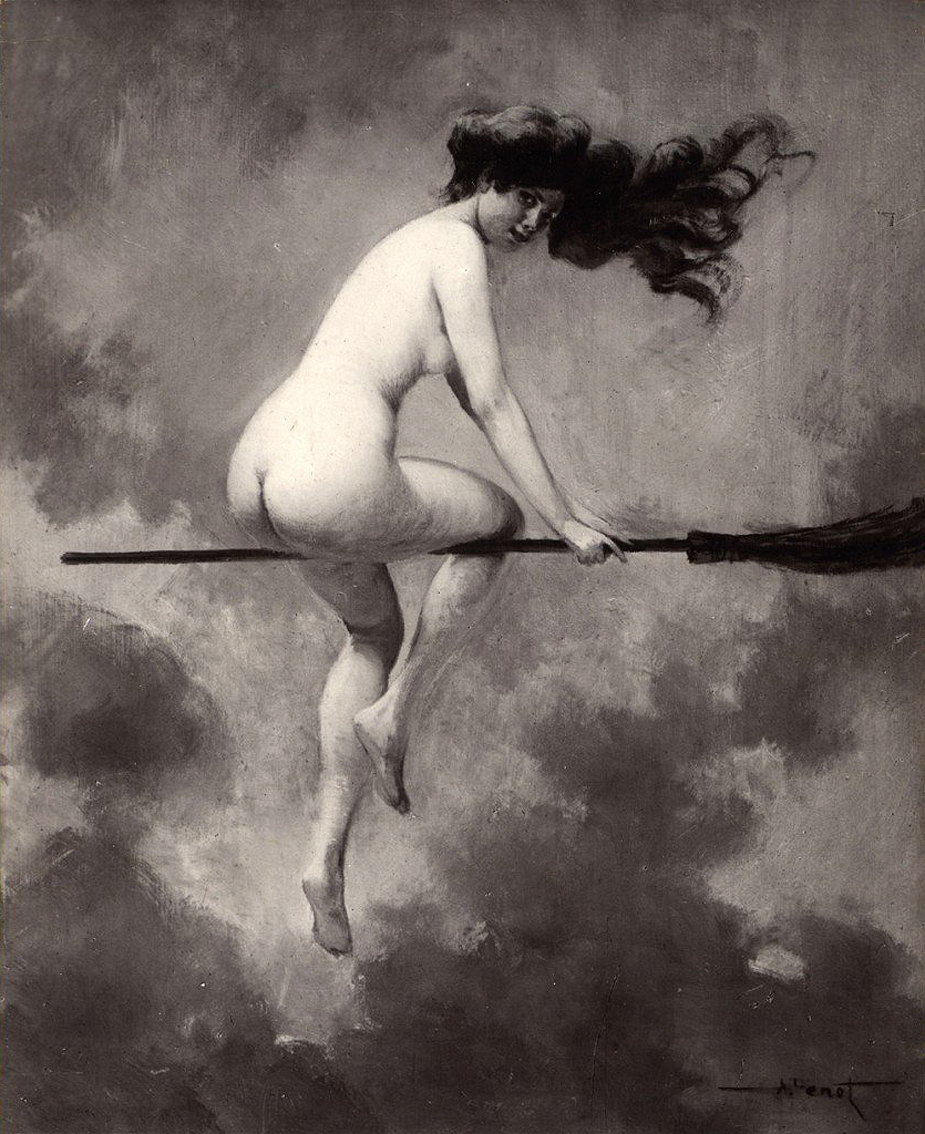
《安息日的开始》，艾伯特·约瑟夫·佩诺1910年创作

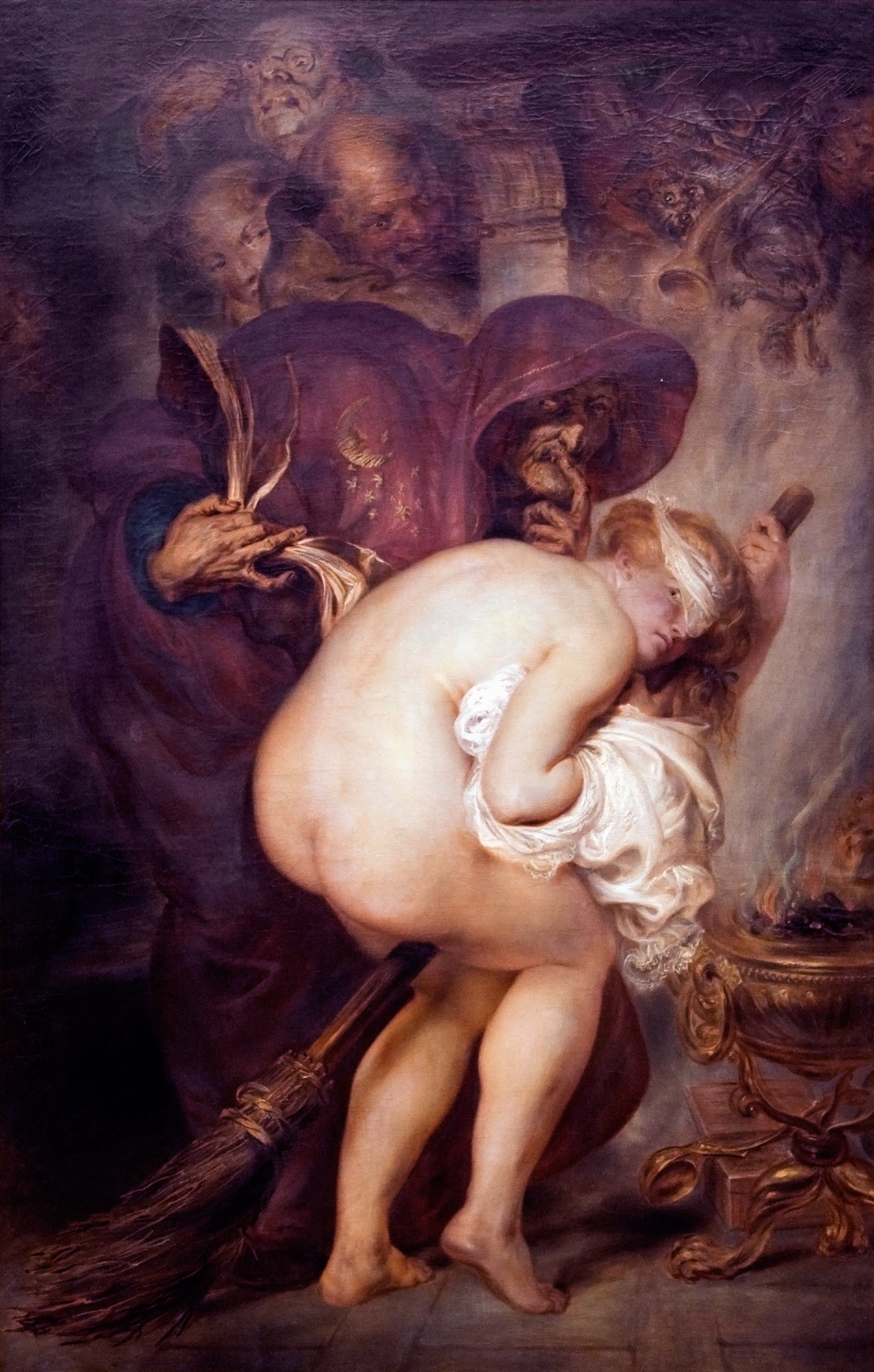
油画《年轻的女魔法师》，安东尼·维尔茨1857年绘制

女巫，又稱巫婆和魔女，是西方文化中使用巫術、魔法、占星術等特殊才能並以此類來辨認擁有超自然能力和超能力等各種奇異力量的女性的稱呼。

## 希臘神話中的女巫
- 瑟西（Circe）：令人畏懼的女巫

古希臘神話中最著名的女巫，具有強大的魔力，她能透過藥草的協助，誦念咒語與召喚神明來施法，冒犯她的人會變成動物，並創造出不存在的幻影，她可以藏住月亮與太陽讓大地一片漆黑，也會下毒來殺害她的敵人，從她常召喚的神明中，可以看出她所使用的魔法類型。後人已習慣將她的名字當作是女巫、女妖、巫婆等的代名詞。
- 米蒂亞（Medea）：由愛生恨的復仇女巫

米蒂亞是科奇斯島國的公主，也是女祭司，一生命運乖舛，她愛上來自外地為了取得金羊毛與她父親作對的傑遜王子，不過，這段姻緣最後卻以悲劇收場。米蒂亞是月亮女神的乾女兒，所以她懂得使用許多的黑魔法，她會調製靈藥、占卜、下毒。不但法術高強也非常聰明與殘忍，她曾為了傑遜，親手殺了她自己的弟弟。後因為傑遜移情別戀，與鄰國的公主結婚，被情人拋棄的米蒂亞一怒之下，製作了一件沾滿毒藥的禮服，送給傑遜的未婚妻，將其殺害。甚至還親手殺了自己為傑遜生下的兩名稚子，最後架著由著龍所拉的車離開。
- 卡珊德拉（Cassandra）：特洛伊的預言家

因為她能預知未來，所以被歸在女巫之列。據說卡珊卓拉的力量來源是因為有一天真理之神阿波羅看見了卡珊卓拉，便愛上了她，阿波羅賜予她預知未來的能力，卡珊卓拉卻拒絕了阿波羅的示愛，惱羞成怒阿波羅對她下了一個詛咒，讓別人永遠不相信她所說的話，因此注定她永遠知道真相卻無力阻止悲慘的事情發生。她是特洛伊的人，她預言若是將木馬迎進城內，特洛伊城必遭毀滅，卻無人相信，特洛伊就這樣滅亡了。

## 埃及神話中的女巫
有人說伊西斯是埃及的女神，但也有人說，她更像一個女巫，因為他精通所有的咒語與魔法。她是埃及太陽神拉（Ra）的曾孫女，後來嫁給了他的兄弟歐西里斯。歐西里斯是一位國王，他封他的妻子為后，一起統治他們的王國，後來因歐西里斯的弟弟賽特謀殺了哥哥意圖篡位，伊西斯用法術將丈夫召喚回來，但歐西里斯後來卻仍留在冥間當冥界之王。本來埃及人崇拜的是拉，後來轉為歐西里斯與伊西斯。伊西斯會下毒、製造幻術、精通咒語與所有的魔法，因此後人多半覺得他是女巫與神的綜合體。

## 中世纪欧洲女巫大审判
1484年，两位教士亨利希和耶科布，撰写了《女巫之槌》，详细列举了很多种识别女巫的方法发起了声势浩大的“欧洲女巫大审判”。
中世纪的女巫审判有着非常黑暗的一面，被处死的“女巫”都是无辜的女性。对于女性不公平的审判可以从《女巫之槌》记叙中得知：“如果被告过着不道德的生活，那么这当然证明她同魔鬼有来往；而如果她虔诚而举止端庄，那么她显然是在伪装，以便用自己的虔诚来转移人们对她魔鬼来往和晚上参加巫魔会的怀疑。如果她在审问时显得害怕，那么她显然是有罪的，良心使她露出马脚。如果她相信自己无罪，保持镇静，那么她无疑是有罪的：因为女巫们惯于恬不知耻地撒谎。如果她对向她提出的控告辩白，这证明她有罪；如果她由于对她提出的诬告极端可怕而恐惧绝望、垂头丧气，缄默不语，这已经是她有罪的直接证据。如果一个不幸的妇女在受刑時因痛苦不堪而骨碌碌地转眼睛，这意味着她正用眼睛来寻找她的魔鬼；而如果她眼神呆滞、木然不动，这意味着她看见了自己的魔鬼，并正看着他。如果她发现有力量挺得住酷刑，这意味着魔鬼使她支撑得住，因此必须更严厉地折磨她；如果她忍受不住，在刑罚下断了气，则意味着魔鬼让她死去，以示使她不招认，不泄露秘密。”
藉由「獵殺女巫」之名，三個世紀內約有十萬人被處死，其中絕大多數是女性，尤其集中在一些中古時期的歐洲地區。不過當時也並非整個歐洲都陷入獵巫狂熱，獵巫主要波及北歐新教國家以及與之毗鄰的天主教區域。但在南部諸國，如較少受到新教影響的西班牙和義大利，則不太流行。特別是在義大利，獵捕女巫運動在時間和空間上都十分有限。鎭壓不但零星，時間也不長。尤其是義大利躱過了17世紀的大追捕，只有東部的特倫托在17世紀初有過一次持續時間較久的燒殺行動，但這個地區已經屬於日耳曼文化範圍了。

## 童話故事裡的女巫
西方童話故事裡較為常見，大多以鷹鉤鼻的老太婆的形象出現，身上披著一件黑色斗篷，相貌奇醜無比，喜歡喃喃自語，在大鍋煮著蜥蜴、蝙蝠、蜘蛛、毒蛇等食材，熬製成濃稠的湯藥。這個印象，一般認為在狩獵女巫的歷史中就已經定型了。
現代奇幻作品及游戏中的女巫
奇幻作品还有游戏里的女巫大多来自童话、神话，传说等，并加以处理而出现，成为传统故事在现代作品中的投影。现在更多的被称为女魔法師（sorceress）。一般来说，她们是拥有强大魔力，令人畏惧的角色。故事裡正义的女巫往往是外表可爱或者美丽的，邪恶的女巫往往是妖艳丑陋的。例如童话绿野仙踪中，南国魔女就是美丽善良的，并且屡屡帮助主角；而西国魔女就是丑陋的，奴役主角并想抢夺她的魔力鞋。再比如在游戏最终幻想VIII中，最终的邪恶角色就是一个魔女，妄图用时间压缩魔法来混合过去、现在和未来，从而达到她统治整个世界的目的。
魔女與使魔
使魔為使者，一般跟隨在女巫身旁，通常负责做女巫手下和提供援助。通常為貓頭鷹或黑貓等夜行性動物。
宮崎駿執導的動畫作品魔女宅急便中魔女琪琪身邊總是跟隨一直叫做吉吉的黑貓。黑貓常常在各種魔幻故事傳說中作為魔女的使魔出現。
暢銷作家J·K·羅琳的著名小說哈利波特中也曾出現貓頭鷹等生物。
迪士尼電影黑魔女：沉睡魔咒中黑魔女梅菲瑟則是將烏鴉變為自己的使魔用於通報訊息。

## 參看
- 法術
- 魔法
- 巫師
- 獵殺女巫
- 宗教迫害
- 魔鬼交易

## 外部連結
- 女巫的一千零一夜（页面存档备份，存于）
- 有關女巫：永不止息的魔法傳奇